# David Gallaher
David „Dave“ Gallaher (* 30. Oktober 1873 in Ramelton, County Donegal, Irland; † 4. Oktober 1917 bei Passchendaele, Belgien) war ein neuseeländischer Rugby-Union-Spieler. Er spielte auf der Position des Flügelstürmers und war Mannschaftskapitän der „Original All Blacks“, der ersten neuseeländischen Nationalmannschaft, die nach Europa reiste.
Als er vier Jahre alt war, wanderte Gallahers Familie nach Neuseeland aus. Er lebte zunächst in Katikati in der Region Bay of Plenty und zog dann in den 1890er Jahren nach Auckland um. Dort begann er, für den Ponsonby RFC zu spielen. Mit der Provinzauswahl der Auckland Rugby Football Union absolvierte Gallaher 26 Spiele, unter anderem das erste Herausforderungsspiel um den Ranfurly Shield.
Von 1903 bis 1906 spielte er 36-mal für die All Blacks (die Nationalmannschaft), darunter sechs Länderspiele. Der Höhepunkt seiner Karriere war die Tour der „Original All Blacks“ nach Europa, während der er 26-mal zum Einsatz kam (inkl. vier Länderspiele). Zusammen mit Billy Stead schrieb er während der Rückreise nach Neuseeland The Complete Rugby Footballer, das bis heute als eines der einflussreichsten Rugby-Lehrbücher gilt.
Gallaher hatte 1901 und 1902 im Burenkrieg gekämpft und war zum Korporal befördert worden. Obwohl er wegen seines fortgeschrittenen Alters von der Wehrpflicht befreit war, meldete er sich 1917 freiwillig zum Einsatz im Ersten Weltkrieg. Er kam in der Dritten Flandernschlacht beim Angriff auf das belgische Dorf Passchendaele ums Leben.
Nach ihm benannt ist die im Jahr 2000 eingeführte Dave Gallaher Trophy, die jeweils dem Sieger des Länderspiels Neuseeland – Frankreich überreicht wird. 2005 wurde Gallaher in die International Rugby Hall of Fame aufgenommen.